# Kongbeng
Kongbeng (indonez. Kecamatan Kongbeng) – kecamatan w kabupatenie Kutai Timur w prowincji Borneo Wschodnie w Indonezji.
Kecamatan ten graniczy od północy z kabupatenem Berau, od wschodu kacematanem Bengalon, a od południa i zachodu z kacematanem Muara Wahau.
W 2010 roku kecamatan ten zamieszkiwało 15 631 osób, z których 100% stanowiła ludność wiejska. Mężczyzn było 8 446, a kobiet 7 185. 10 356 osób wyznawało islam, 3 598 chrześcijaństwo, 1 459 katolicyzm, a 213 hinduizm.
Znajdują się tutaj miejscowości: Kongbeng Indah, Makmur Jaya, Marga Mulia, Miau Baru, Sidomulyo, Sri Pantun, Suka Maju.